# Історія націоналізму
Більшість політичних і культурних явищ до Нового часу мали універсальний, а не національний характер. Гучно заявивши про себе наприкінці XVIII століття у зв'язку з революціями в Америці та Франції, й призвівши до розпаду європейських імперій і колоніальних систем у XIX–XX століттях, націоналізм і донині залишається однією з провідних світових ідеологій.

## Походження терміна «націоналізм»
Термін «націоналізм» уперше було введено в обіг наприкінці XVIII століття — на початку XIX століття незалежно один від одного двома мислителями. У Німеччині його використовував філософ і культуролог Йоганн Ґотфрід Гердер, який вважав націю органічною спільнотою, заснованою на спільній мові, культурі та історичній пам'яті. У Франції схожий термін уживав Жак Баррюель, абат і противник Французької революції, який пов'язував націоналізм із радикальними ідеями суверенітету народу й антицерковною політикою.
У українській мові слово «націоналізм» почало поширюватися наприкінці XIX століття, насамперед у середовищі української інтелігенції в Галичині, яка входила до складу Австро-Угорщини. У цьому контексті націоналізм мав переважно позитивне значення і ототожнювався з боротьбою за національне відродження, збереження мови й культури, а також з ідеєю створення самостійної української держави. Одним із перших теоретиків українського націоналізму в сучасному сенсі був Микола Міхновський, автор брошури «Самостійна Україна» (1900), де нація розумілася як спільнота зі спільною історією, мовою та політичними інтересами.

## Передумови
Націоналізм є продуктом Нового часу. Протягом історії люди відчували прив'язаність до рідної землі, дотримувалися родинних традицій і підтримували місцеву владу. Окремі прояви національних почуттів і рухів трапляються ще в давнину, античність і Середньовіччя, як-от відчуття відмінності євреїв від язичників, греків — від варварів, або франко-англійський конфлікт у XIV—XV століттях.
Однак більшість політичних і культурних явищ до Нового часу мали універсальний характер. Люди виявляли відданість місту-державі, феодалу, династії або релігійній спільноті — але не національній державі. Ба більше, до XVI століття ідеалом залишалося загальне світове царство — як-от Римська імперія, Священна Римська імперія чи «християнська республіка». Невеликі територіальні одиниці, з якими люди себе ототожнювали, зазвичай входили до складу більших політичних, культурних або релігійних утворень, часто імперій, але участь у них була опосередкованою.
Цивілізації визначалися насамперед світовими релігіями — християнством або ісламом — та пов'язаними з ними мовами: латинською, грецькою, арабською або перською. У період пізнього Ренесансу приналежність до «цивілізованого світу» асоціювалася передусім із французькою мовою, а не з національними мовами. Вибір релігії мав велике політичне значення, тоді як мова повсякденного спілкування залишалася особистою справою.
До кінця Середньовіччя більшість носіїв місцевих мов не мали колективної самосвідомості й не усвідомлювали своєї національної відокремленості. Державу уособлював монарх, а суспільство — правлячий клас: дворянство у Франції чи шляхта в Польщі. Часто правителі мали інше етнічне походження, ніж основне населення (наприклад, нормани в Англії або Рюриковичі в Київській Русі).
Протестантська Реформація сприяла заміні єдиної католицької релігії регіональними варіантами християнства, активізувала участь народних мас, заохочувала використання рідної мови в проповідях і книжках, і висувала ідею, що джерелом верховної влади в церкві є народ.
Поступово, ближче до XIX століття, формувалося нове суспільство, засноване на технологіях, що вимагало освіченої та мобільної робочої сили, організованої відповідно до потреб промисловості, а не особистості. Таке суспільство потребувало єдиної культури й загальної для всіх політичної системи.

#### Причини виникнення націоналізму
- поява великих централізованих держав, де монархи знищили васальну ієрархію;
- секуляризація освіти та суспільного життя;
- розвиток торгівлі та неспроможність існуючих територіальних одиниць задовольнити потреби капіталістичної економіки.

Деякі дослідники пов'язують виникнення націоналізму з Вестфальським миром 1648 року, коли набула чинності доктрина Cuius regio, eius religio. Уперше було встановлено, що особа має бути вірною лише тому правителю, на чиїй землі проживає, незалежно від того, змінювався він чи ні. Це запроваджувало принцип ексклюзивної політичної лояльності, пов'язаної з територією.
Ідея абсолютного суверенітету над територією стала поштовхом до формування європейських націй. Доктрина суверенітету втілювала ідею політичної автономії, яка заперечувала наднаціональні форми влади, як-от вселенська церква чи світова імперія. Суверенітет став основою легітимації націоналізму до XIX—XX століть, коли на історичну арену знову вийшли інтернаціональні, демократичні та правозахисні ідеології.

## Ранній націоналізм
Найбільш раннім проявом сучасного націоналізму стала Славна революція в Англії XVII століття<ref>. У той час в англійському суспільстві виникло відчуття, що на нього покладена велика історична місія і що відбувається поворотний момент у світовій історії — народження нової свободи, свободи особистості. Ці ідеї незабаром набули остаточної форми у філософії Джона Локка. Таким чином, піднесення націоналізму збіглося з виникненням лібералізму, і протягом тривалого періоду обидві ідеології розвивалися в тісному зв'язку одна з одною. Так, обидва напрями отримали розвиток у філософії Ж.-Ж. Руссо, який розглядав звичайних людей як фундамент цивілізації і тому робив акцент на народному суверенітеті та на загальному співробітництві задля формування національної волі.
До кінця XVIII століття національне почуття проявило себе як один з найважливіших чинників, що поєднують особисте й суспільне життя. Яскравим прикладом стала боротьба еліти Нового Світу проти іспанського колоніалізму. Однак найпотужнішими сплесками націоналізму стали ліберальні революції в Америці та Франції. Поселенці в Америці стали нацією в боротьбі за особисту свободу й індивідуальні права. Французи також повстали під гаслом «Свобода, рівність, братерство», яке, як їм здавалося, вони повинні були донести до всіх людей у світі. Головним пунктом нової ідеології стали твердження про права людини та народний суверенітет. Багато представників вищого суспільства почали розглядати себе і «чернь» як складові єдиного цілого, якому вони підпорядковувалися. Воля народу почала визначатися шляхом плебісциту. Кожна людина на всій території країни стала взаємодіяти з державною владою безпосередньо, що супроводжувалося занепадом феодальної ієрархії. Якщо раніше держава ототожнювалася зі своїм правителем, то тепер держава стала ототожнюватися з нацією.
До 1815 року націоналізм став однією з провідних ідеологій у світі. Він виявився здатним забезпечити мобілізацію суспільства в період переходу до капіталістичної економіки, що призвело до підвищення ефективності національних держав і зростання їхньої економічної могутності. Молоді нації також проявили високу ефективність з військової точки зору. Професійні армії, що складалися з підданих монархів, часто зазнавали поразок від необучених громадян-ополченців.
Націоналізм кінця XVIII століття у Франції та США був переважно громадянським (культурний компонент у цих країнах сформувався пізніше). До тієї ж категорії належить об'єднання Італії наприкінці XIX століття. Проте в більшості країн Центральної та Східної Європи націоналізм виник як реакція на французьку окупацію і спочатку мав виражений культурно-етнічний характер. Зокрема, на революційній хвилі 1848 року виник панславізм. Об'єднання Німеччини Бісмарком, а також анексія Ельзасу і Лотарингії були здійснені в руслі пангерманізму. Згодом етнічний націоналізм увібрав у себе елементи ксенофобії та расизму.
У другій половині XIX століття націоналізм почав підривати цілісність Австро-Угорщини, Російської та Османської імперій, які остаточно розпалися після Першої світової війни. На їх уламках виникли Австрія, Угорщина, Чехословаччина, Польща, Фінляндія, Югославія, Румунія, Вірменія, Туреччина та інші країни. Багато з них опинилися втягнутими у внутрішні та зовнішні міжнаціональні конфлікти.
Суттєвим елементом повоєнних угод був план Вільсона щодо поділу Європи на моноетнічні національні держави, для реалізації якого була створена Ліга Націй. Як показала практика, цей план міг бути втілений лише шляхом масового примусового переселення та геноциду.
На початку XX століття націоналізм розквітнув в Азії та Африці, що призвело до загострення боротьби з французьким і британським імперіалізмом і, зрештою, до розпаду колоніальної системи. Його історія простежується в еволюції Ліги Націй та ООН. Якщо спочатку до Ліги Націй входило лише п'ять країн з Азії (Китай, Індія, Японія, Таїланд і Іран) та дві країни з Африки (Ліберія і Південна Африка), то на момент створення ООН у 1945 році в ній уже було вісім азійських і чотири африканські країни. Упродовж наступних 35 років до ООН вступили понад 100 держав, здебільшого з Африки та Азії.
Перша світова війна підірвала віру в гуманізм, що є підґрунтям для лібералізму. У поєднанні з іншими факторами це призвело до виникнення фашизму, який закликав до побудови суспільства, в якому люди повністю підпорядковують свої інтереси завданням нації. Нацизм являв собою синтез фашизму з расизмом, а націоналізм інтерпретував як прагнення до розширення території Німеччини з включенням усіх земель проживання етнічних німців. Після поразки нацистської Німеччини у Другій світовій війні відбулася дискредитація усіх форм крайнього націоналізму та пов'язаних з ними ідеологій.

## Післявоєнний період
У післявоєнній Західній Європі активність націоналізму знизилася через процеси інтеграції в Європейське співтовариство, що проявилися у створенні наднаціональних політичних, економічних і військових структур. З погляду націоналізму, ці процеси становлять певну загрозу верховенству націй.
Значного прогресу було досягнуто у розумінні громадянства та пов'язаних із ним прав і обов'язків. У демократичних країнах було ліквідовано дискримінаційні обмеження громадянських прав за расовими, статевими або майновими ознаками. Багато західних держав почали офіційно проводити політику мультикультуралізму, однак вона досі має слабку підтримку серед населення, яке зазвичай віддає перевагу асиміляції етнічних меншин.
У Східній Європі націоналізм став одним з основних чинників, що стримували встановлення на її території політичної влади Кремля. Для багатьох людей комунізм асоціювався з окупацією, тому спротив комуністичній ідеології в цих країнах став національним проєктом. Унаслідок цього рухи опору в Польщі, Угорщині, Румунії та Чехословаччині значною мірою спиралися на громадянський націоналізм.
Згодом, оскільки комуністичні режими зруйнували попередні громадянські структури в суспільстві, їхнє падіння наприкінці XX століття призвело до атомізації та зростання взаємної недовіри. Для багатьох людей з усіх форм самоідентифікації вижили лише етнічна та релігійна. З іншого боку, у посткомуністичний період населення східноєвропейських країн прагнуло згуртуватися навколо довоєнного минулого, що асоціювалося з демократичними цінностями. Усі ці процеси сприяли поширенню ідей побудови громадянської нації, на тлі чого в окремих регіонах спалахнули гострі етнічні конфлікти і навіть етнічні чистки.
У СРСР кінця 1980-х років радикальний перегляд цінностей також завдав удару по самоідентифікації людей як громадян СРСР. Це призвело до зростання сепаратистських настроїв і сприяло розпаду держави.
У сучасному світі націоналізм продовжує відігравати активну роль на міжнародній арені та має численні прояви. У більшості країн крайні форми націоналізму офіційно засуджуються та підпадають під законодавчі заборони. Починаючи з 1966 року, 21 березня відзначається як Міжнародний день боротьби за ліквідацію расової дискримінації, до якої нині все частіше зараховують і етнічну дискримінацію.
Водночас у ліберально-демократичних країнах уявлення про національну державу стали фундаментальною складовою менталітету. У таких країнах націоналізм зосереджується на питаннях участі громадян у процесі ухвалення політичних рішень, забезпеченні суверенітету в законодавстві та економіці, підвищенні конкурентоспроможності нації, збереженні культури. Останнє зазвичай включає вимоги, щоби всі громадяни володіли державною мовою, знали історію країни та поділяли базові цінності. Націоналізм також відіграє важливу роль у формуванні громадських інститутів, які дають людині змогу знайти своє місце в сучасній державі.

## Теперішній час
У сучасному світі націоналізм продовжує змінюватися. Він може мати як громадянську (інклюзивну), так і етнічну (ексклюзивну) форму. Сучасні націоналістичні рухи часто поєднуються з популізмом, протекціонізмом і скепсисом щодо глобалізації. Націоналізм залишається важливою силою в політичному житті — як у боротьбі за права меншин і захист культури, так і в конфліктах, пов'язаних із ідентичністю, суверенітетом і державними кордонами.